# TYPE-MOON
TYPE-MOON，是日本遊戲發行商Notes有限公司在發行商品時所使用的品牌名稱，中文俗稱「型月」。Notes的負責人为画家武内崇，而社名則來自作家奈須蘑菇的作品《Notes.》。

## 历史
TYPE-MOON原本是一个同人社團，由武内崇及奈須蘑菇兩人主宰。他們第一个有知名度的作品是《空之境界》，在1998年10月至1999年5月期间，奈须在他和武内崇的个人网站“竹箒”上的定期连载。而奈须个人的小说作品还有收录于设定本《青本》的短篇小说《NOTES.》，以及曾日本新文学杂志《浮士德》上连载但未完結的DDD系列。另有未发表作品如《冰之花》等。
TYPE-MOON真正的成名之作是在2000年的冬Comic Market上发行的《月姬》，凭着TYPE-MOON独有的世界观以及对于生死的感触而吸引了无数的玩家。該同人遊戲作品，被动画化成《真月譚月姬》後，TYPE-MOON繼續以同人身份出品了《月姬PLUS》、《歌月十夜》、《月箱》。而他们还与著名同人格斗游戏制作社团“渡边制作所”一起制作了同人格斗游戏《MELTY BLOOD》，2004年5月发售其资料片《MELTY BLOOD Re·act》。而之后更被街机化，名为「Melty blood Act Cadenza」，并于2006年8月发售PS2版本。
2003年，武內與奈須設立了Notes有限公司。同年4月，以同人名義發行了收錄過去到現在所發表作品（除了《Melty Blood》）的《月箱》之後，解散了同人社團TYPE-MOON，並將其定位為Notes有限公司之下的一個商業品牌。
2004年1月30日，有限會社Notes发行了他们在商业公司化后的第一个游戏《Fate/stay night》。而《Fate/stay night》的Fate路線故事也在2006年1月被动画化，其女主角之一的Saber人气極高（在TYPE-MOON两次举办的人气投票上，都是Saber第一、远坂凛第二、Archer第三）。在2005年秋末，《Fate/stay night》的FAN DISC《Fate/hollow ataraxia》发售。
2006年12月29日由TYPE-MOON与Nitro+合作发售了《Fate/stay night》的前传小說《Fate/Zero》，並于2010年12月21日公布Fate/Zero动画化的消息，制作公司为ufotable。动画于2011年10月1日首播，动画分成前半部及后半部；前半部共13集，播映时间为2011年10月－2011年12月；后半部共12集，播映时间为2012年4月至2012年6月；共25集。
2012年4月12日，《魔法使之夜》在Windows平台登錄，本作是与《月姬》、《Fate/stay night》和《空之境界》相關連的奈須宇宙的原型。片尾曲由supercell創作，名為《星が瞬くこんな夜に》。
他们的成功在日本與東方Project和寒蝉鸣泣之时同被譽為「同人三大奇蹟」之一，具有相当大的影响力，让更多人致力於同人创作。

## 作品列表

### 遊戲

#### 月姬系列
- 月姬（先行预告版）

时间：1999年夏COMIKE（即第56次Comic Market，简称C56，下同）
- 月姬（体验版）

时间：1999年冬COMIKE（C57）
- 月姬（半月版）

时间：2000年夏COMIKE（C58）
- 月姬（满月版）

时间：2000年冬COMIKE（C59）
- 月姬PLUS-DISK

时间：2001年1月
月姬的订购特典，收录了月姬人物茶会闲谈的[后日谈]和以远野秋叶的学妹濑尾晶为主角的短篇「幻视同盟」，《空之境界》的前四话以及部分资料与壁纸。类似于资料片。（以下如非特别注明，提到“月姬”都是指满月版）
- 歌月十夜

时间：2001年8月（C60）
月姬的FAN DISC，主要目的就是为了娱乐各位TYPE MOON的FANS。其中有些故事是取自读者的投稿。
- Melty Blood

时间：2002年12月30日（C63）
TYPE-MOON与同人团体渡边制作所合作的月姬同人格斗游戏，剧情模式的故事由奈须执笔。
而這作品在2005年在ps2 發表。
- 月箱

时间：2003年4月
月姬、PLUS DISK、歌月十夜的集合
- MELTY BLOOD Re·Act

时间：2004年5月30日
MELTY BLOOD的资料片。
- 月姬 -a piece of blue glass moon-

時間: 2021年8月26日(外語版為2024年6月27日)
月姬（半月版）之重製，僅包含吸血鬼線的部分
- MELTY BLOOD:TYPE LUMINA

時間:2021年9月29日
根據月姬 -a piece of blue glass moon-之設定製作的格鬥遊戲

#### Fate系列
- Fate/stay night（2004年）

时间：初回限定版2004年1月30日，通常版2004年3月26日，DVD版2006年3月29日
商业会社化后第一作，当年以146686本的销量位居美少女遊戲榜首。2005年年内的销量仍然有28557本，排在第九位。
- Fate/hollow ataraxia（2005年）

时间：初回限定版2005年10月28日，通常版2005年12月29日。
Fate/stay night的FAN DISC，虽然发售日接近年末，但是仍以154015本的销量位居美少女遊戲销量榜首。
- Fate/stay night [Réalta Nua]（2007年）

- 飛吧！老虎的紙牌道中記（とびだせ!トラぶる花札道中記，2007年）

- 飛吧！超時空老虎的紙牌道中記（とびたて!超時空トラぶる花札大作戦，2012年）

- Fate/tiger colosseum（2008年）

- Fate/EXTRA（2010年）
  - Fate/EXTRA Record（2026年）

Fate/EXTRA的重製版，利用虛幻引擎4製作。同時亦是第一部由子公司Studio BB參與製作的作品。
- Fate/EXTRA CCC（2013年）

- Fate/kaleid liner 魔法少女☆伊莉雅（2014年）

- Fate/Grand Order（2015年）

- Fate/EXTELLA（2016年）

Fate/EXTRA CCC的續作，劇本由奈須蘑菇和櫻井光執筆。
- Fate/EXTELLA LINK（2018年）

Fate/EXTELLA的續作，劇本由東出祐一郎和小太刀右京執筆。
首部為EXTRA系列的主角加入配音的遊戲作品，亦為首部由MONACA參與音樂製作的遊戲作品。
- Fate/Samurai Remnant（2023年）

#### 其他作品
- 魔法使之夜（Witch on the Holy Night）

奈须未发表、未完成的奇幻小说，以苍崎姐妹为主角。
据武内崇的描述，开场剧情是：“少女苍崎青子在使用魔术时不慎被普通人静希草十郎目击到，于是同为魔术师的久远寺有珠便劝其杀人灭口。”苍崎橙子在这部作品里可能以反派身份出场，其余不详。
后游戏化为视觉小说，经历数次跳票后于2012年4月12日发售初回版，同年8月10日发售通常版。

### 書籍

#### 小說
- 空之境界

（作者：奈須蘑菇，插圖：武內崇）
- Fate/Zero

（作者：虛淵玄，插圖：武内崇）
- Fate/Apocrypha

（作者：東出祐一郎，插圖：近衛乙嗣）
- Fate/Prototype 蒼銀的碎片

（作者：櫻井光，插圖：中原）
- 艾梅洛閣下II世事件簿

（作者：三田誠，插圖：坂本峰地）
- Fate/strange fake

（作者：成田良悟，插圖：森井しづき）

#### 漫畫
- 琥珀ACE
- 空之境界
- 月姬
- 幻想嘉年華
- Fate/stay night及其眾多衍生作品

## 員工

### 現任員工
武内崇
創始成員，公司代表董事，擔任原畫師、人物設計師和製作人。
奈須蘑菇
創始成員，劇作及小說家。
清兵衛
創始成員，負責電腦編程。
芳賀敬太(KATE)
創始成員，負責聲效創作。
OKSG(AYSG)
於製作月姬時時加入，負責手機及網頁與一般事務。
こやまひろかず
2001年製作『歌月十夜』時加入，負責CG繪圖及原畫，於後來成為作畫總監。
BLACK
2002年加入，負責CG繪圖。
徳
2003年加入，負責營業及發言事項。
蒼月タカオ
2003年加入，負責CG繪圖。
つくりものじ
2006年加入，負責腳本編寫。
星空流星
2005年加入，負責编剧及小說。
のきつ
2006年加入，負責版權管理及活動營運。
下越
2006年加入，負責繪圖。
砂鳥音幸
2008年加入，負責3D建模。
アザナシ
2012年加入，負責電腦編程。
縞うどん
2013年加入，負責繪圖。

### 前員工
MORIYA
負責繪圖。
AZ-UME
負責電腦編程。

## 外部連結
官方网站：
- TYPE-MOON同人團體時期網站（页面存档备份，存于） （日語）
- TYPE-MOON成立公司後之官方網站（页面存档备份，存于） （日語）
- TYPE-MOON第二官方網站（页面存档备份，存于） （日語）
- 竹箒（页面存档备份，存于）（TYPE-MOON創立者武内崇及奈須蘑菇的日記網站） （日語）
- Typemoon 官方的X（前Twitter） （日語）

非官方网站：
- TYPE-MOON Wiki（页面存档备份，存于） （介紹TYPE-MOON作品的日文专门百科）
- TYPE-MOON Wiki（页面存档备份，存于）（建立在Wikia上的专门百科）（英文）
- Tsuki-kan（页面存档备份，存于）（TYPE-MOON 英文）